# Powszechna Wystawa Krajowa we Lwowie

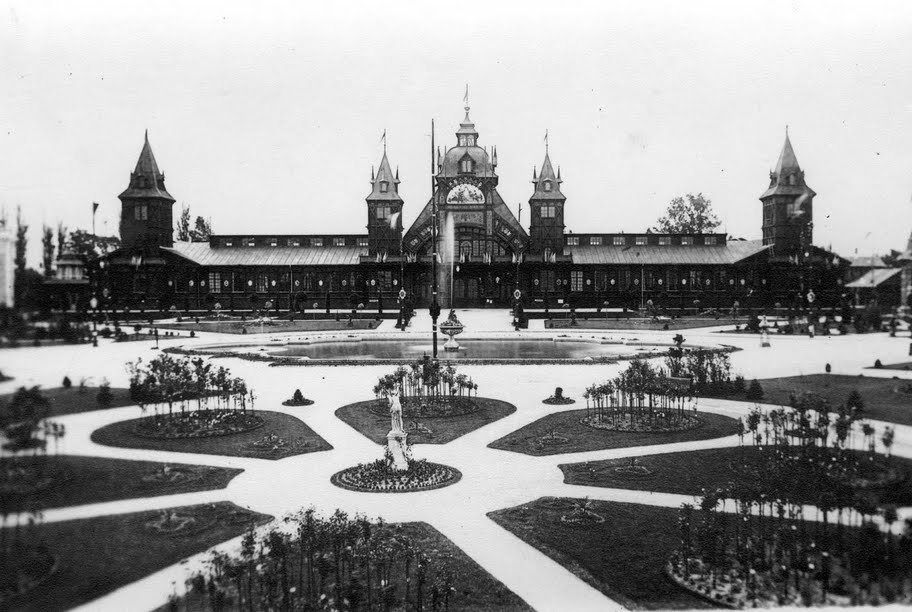
Budynek Powszechnej Wystawy Krajowej w 1894

Powszechna Wystawa Krajowa we Lwowie – urządzona w 1894 we Lwowie wielka wystawa osiągnięć gospodarczych i kulturalnych Galicji oraz ponadzaborowa prezentacja dzieł sztuki i kultury Królestwa Galicji i Lodomerii.

## Historia
Przygotowanie wystawy trwało dwa lata. Tworzyło ją 129 pawilonów, podzielonych na 34 główne działy. Eksponowana była na obszarze 50 ha w sąsiedztwie Parku Stryjskiego. Jej koszty były porównywalne z ówczesnym rocznym budżetem miasta Krakowa. Na czele Komitetu Wystawy stanął czerwony książę Adam Sapieha, a dyrektorem został Zdzisław Marchwicki. Wystawa ta stała się zarówno przeglądem dorobku gospodarczego Galicji, jak też - i przede wszystkim - prezentacją narodowej sztuki i kultury wszystkich polskich ziem znajdujących się pod zaborami. Specjalnie z tej okazji powstała monumentalna Panorama Racławicka Wojciecha Kossaka i Jana Styki.
5 czerwca 1894 uroczyście otwarto wystawę. Była ona czynna przez cztery i pół miesiąca. Zwiedziło ją  w tym czasie 1 mln 150 tys. osób, więc dziesięciokrotnie więcej niż liczba mieszkańców ówczesnego Lwowa, w tym również cesarz Franciszek Józef I. W trakcie wystawy odbywały się również konferencje i zloty. Uruchomiono pierwszy we Lwowie i w tej części Europy elektryczny tramwaj, łączący teren wystawy z miastem, jak również pierwszą na ziemiach polskich kolej linową.
14 lipca 1894 w ramach „II Zlotu Sokoła” wśród licznych pokazów i zawodów sportowych przeróżnych dyscyplin rozegrano futbolowe spotkanie między reprezentacjami krakowskiego Sokoła i Gimnastyczno-Śpiewaczego Koła Nauczycieli m. Lwowa (GSKN). Był to pierwszy w dziejach udokumentowany mecz piłkarski rozegrany przez Polaków na ziemiach polskich
Wystawa pokazała osiągnięcia nauki, sztuki, techniki, gospodarki i przemysłu Galicji, która była uważana za najbardziej gospodarczo zacofaną część ziem austriackich. Autonomia kulturalna  Galicji w ramach wielonarodowej monarchii austro-węgierskiej umożliwiła w ten sposób zademonstrowanie patriotycznych  uczuć Polaków. Po odzyskaniu niepodległości przez Polskę tereny i obiekty wystawowe wykorzystano dla organizacji Targów Wschodnich.
Pracami budowlanymi ponad stu obiektów wystawy kierowali od początku 1893 architekci: Julian Zachariewicz i Franciszek Skowron.
Na pożegnanie cesarz Franciszek Józef I wypowiedział słowa: Rozumiemy się wzajemnie i możemy na siebie liczyć.

## Obiekty
- Brama główna
- Brama u wylotu ulicy Gródeckiej
- Cerkiew huculska
- Dwór szlachecki
- Dział etnograficzny
- Elektryczna fontanna świetlna
- Hala koncertowa
- Hala maszyn
- Pałac Sztuki
- Pawilon architektury
- Pawilon cesarski

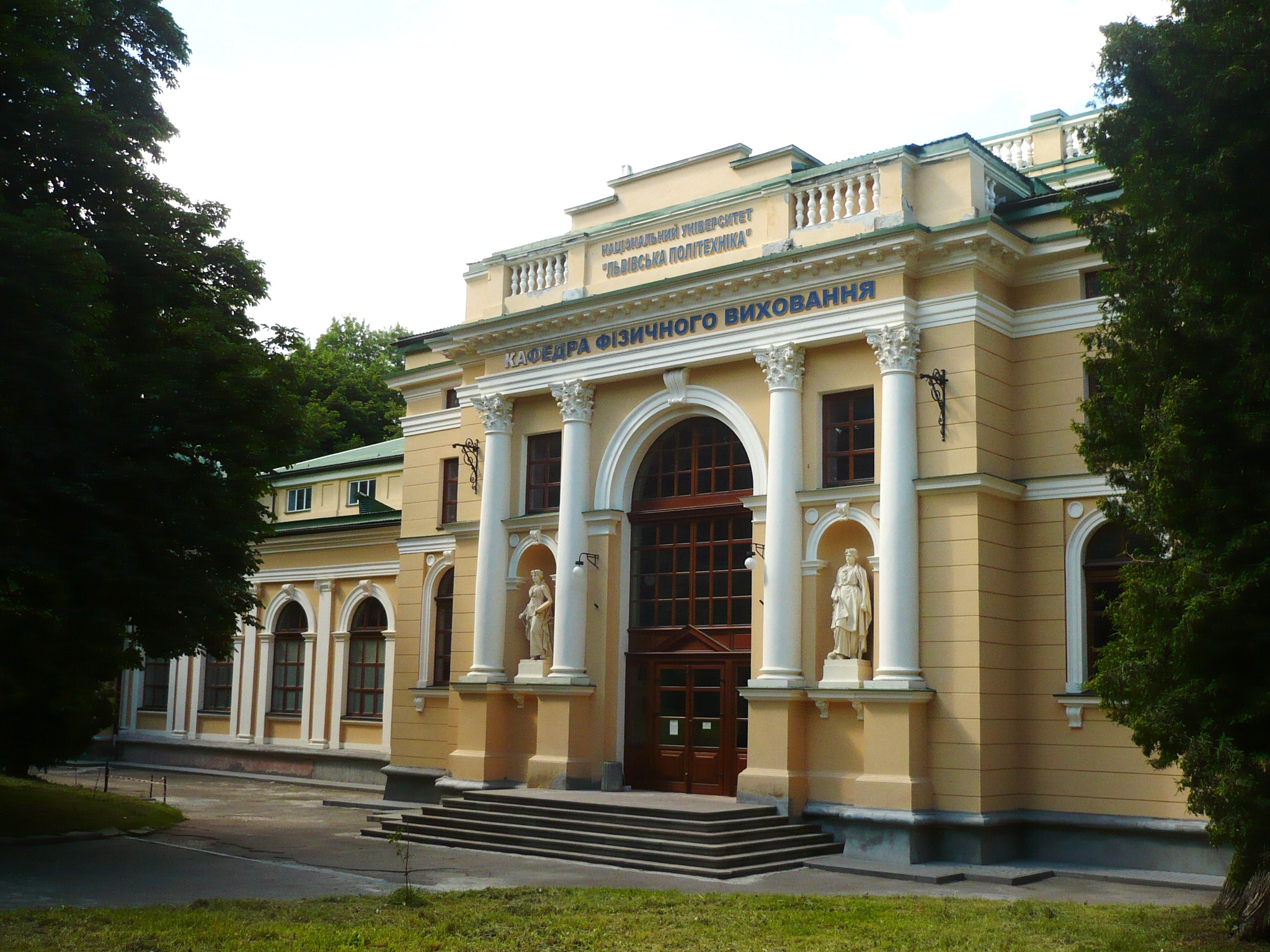
Pałac Sztuki (2005)

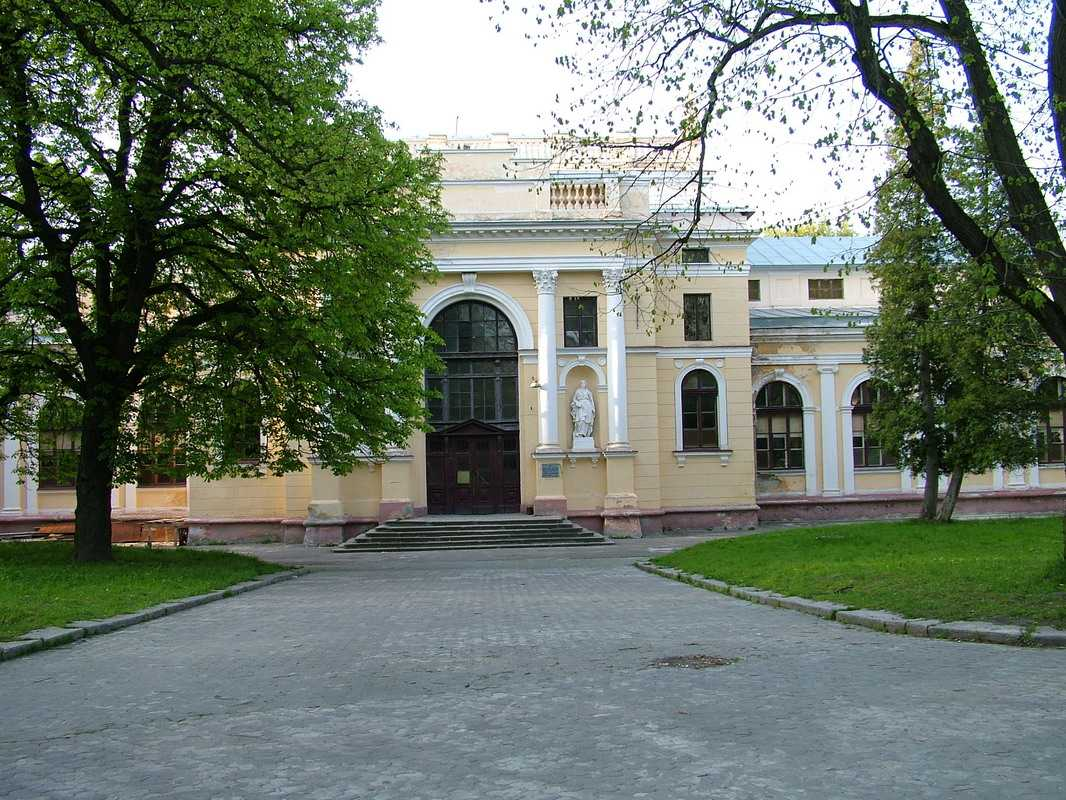
Pałac Sztuki

- Pawilon dóbr hr. Romana Potockiego
- Pawilon Jana Matejki
- Pawilon miasta Lwowa
- Pawilon Ministerstwa Skarbu
- Pawilon ogrodnictwa
- Pawilon Panoramy Racławickiej
- Pawilon przemysłu
- Pawilon towarzystw ukraińskich
- Wieża wodna